# Мукатаев, Вениамин Кадырович
Вениами́н Кады́рович Муката́ев (1.02.1956) — казахский государственный деятель.

## Биография
Вениамин Кадырович Мукатаев родился 1 февраля 1956 года в селе Ивановка Оренбургской области.
Трудовую деятельность начал учеником слесаря в АТП «Уральскпромстрой».
В 1979 году окончил факультет механизации Западно-Казахстанского сельскохозяйственного института.
С 1980 года работал в системе автотранспорта – механиком, главным механиком, главным инженером, начальником транспортного предприятия Западно-Казахстанской области.
1988-1999. Работа в системе коммунальной службы Уральска начальником участка, начальником управления «Гордорстрой», начальником городского жилищно-коммунального управления, начальником областного управления ЖКХ, начальником Уральского управления «Водоканал». В 1988 году был создан дорожно-строительный участок по благоустройству города.
1999-2005. Аким города Уральск. Капитальный ремонт около 104 км дорог. Реставрация исторических памятников культуры и архитектуры. Приведены в надлежащее состояние инженерные сети, газифицировано более 6 тысяч домов. Организованы дополнительные городские маршруты.
С 1999 года по 2005 год построены Казахский драматический театр, Ледовый дворец, плавательный бассейн, три средние школы, проводился капитальный ремонт объектов культуры, таких как русский театр имени Н. Островского, областной филармонии, образовательных учреждений города, стадионов имени П.А. Атояна и «Юность». Введены в действие объекты здравоохранения — инфекционная больница, кардиологический центр, хирургический комплекс.
В настоящее время руководитель ТОО «ВодоканалСтройСервис».

## Награды и звания
Отмечен многочисленными почётными грамотами и благодарственными письмами Президента РК. Награждён юбилейными медалями «Астана», «10 лет независимости Республики Казахстан», знаком «Золотой Барс».
Решением сессии Уральского городского маслихата от 14.10.2011 присвоено звание «Почётный гражданин города Уральска».